# Forum
 For alternative betydninger, se Forum (flertydig). (Se også artikler, som begynder med Forum)
Forum er den latinske betegnelse for et torv, en plads. Det mest kendte er Forum Romanum. Forum var den romerske bys centrum, hvor man mødtes i politiske sager, for at handle, for at afgøre retssager, eller bare for at høre sladder. 
Ordet Forum bruges ofte i overført betydning om et mødested for et eller andet.